# Lars Wallrodt
Lars Wallrodt (* 10. Januar 1975 in Kiel) ist ein deutscher Sportjournalist.

## Werdegang
Wallrodt wuchs in Neumünster auf. Er studierte an der Christian-Albrechts-Universität zu Kiel das Fach Sportwissenschaft, der Titel seiner 2001 vorgelegten Abschlussarbeit lautete Status-quo-Analyse des S.C. Concordia von 1907 e.V.
Journalistisch tätig war er zunächst beim in Neumünster ansässigen Holsteinischen Courier, 2001 trat er eine Stelle bei der B.Z. in Berlin an, dort wurde er für die Berichterstattung über den Fußball-Bundesligisten Hertha BSC und die deutsche Fußballnationalmannschaft zuständig. 2008 wechselte er zur Welt und Welt am Sonntag, dort leitete er ab 2010 die Fußballberichterstattung. Im Juni 2018 wurde Wallrodt bei der Bild am Sonntag Leiter der Sportredaktion, später übernahm er zusätzlich das Amt des Sportchefs der Welt am Sonntag.